# Sonja Kristina
Sonja Kristina, née Sonia Christina Shaw le 14 avril 1949, est une chanteuse et compositrice anglaise, initialement connue pour avoir joué dans la production londonienne originale de Hair, la comédie musicale phare des années 1960. Elle devient ensuite la chanteuse principale du groupe de rock progressif des années 1970 Curved Air. Puis elle est tutrice de rock, de jazz et de théâtre musical pour les étudiants en arts du spectacle à l'université du Middlesex de 1991 à 1999. Kristina est également une coach vocale expérimentée.

## Biographie
Sonja Kristina naît sous le nom de Sonia Christina Shaw le 14 avril 1949 à Brentwood, fille d'un criminologue et petite-fille de l'actrice suédoise Gerda Lundequist.

### Début de carrière
Kristina apparaît pour la première fois sur scène en 1962, au Swan Folk Club de Romford à l'âge de treize ans. Son premier concert professionnel a lieu lors d'un festival folk à Southgate, à Londres, vers 1963. En 1968, alors qu'elle étudie au New College of Speech and Drama, Kristina aidait à l'organisation organiser et à la production lors des sessions du mercredi soir au London's Troubadour Folk Club. Elle est généralement connue sur la scène folk sous le nom de « Sonja », après être apparue plusieurs fois sous ce nom dans l'émission télévisée britannique pour enfants  Song and Story. Son premier manager est Roy Guest de Folk Directions.

### Hair
En 1968, Kristina auditionne et remporte le rôle de « Crissy » dans la production scénique londonienne de la comédie musicale Hair. Elle apparaît sur l'album original en chantant la chanson « Frank Mills », également sortie en single. Elle chante également brièvement avec The Strawbs, après le départ de Sandy Denny,.
Cousins publie le livre intitulé The Bruising of Hearts, The Losing of Races, en 1993. Il comprend un poème « Silver Smile », écrit pour Kristina à la fin des années 1960.

### Curved Air
Curved Air connaît une formation changeante au cours de ses neuf albums (1970-1976 et 1990), Kristina étant le seul élément constant,.

#### Fondation du groupe
Selon AllMusic, Galt MacDermot, qui avait écrit la musique de Hair et d'une autre comédie musicale Who the Murderer Was, employait les quatre membres de Curved Air comme groupe maison. Il suggère, lorsque le spectacle scénique prend fin, d'ajouter Kristina à la programmation. Une autre version raconte que le manager Mark Hanau a l'idée que le chant alto  de Kristina pourrait devenir un ingrédient vital dans un nouveau groupe,.
Le 1er janvier 1970, la chanteuse reçoit une invitation officielle pour devenir membre de Curved Air. Elle se souvient d'avoir été assise dans les coulisses du théâtre, écoutant une cassette de la musique du groupe que Hanau lui avait donnée, et d'avoir été très impressionnée.

#### Première époque (1970-1976)
Décrite par Sting comme une « vraie beauté, surnaturelle et inaccessible », Kristina joue un rôle créatif à part entière, apportant avec elle une sexualité féminine puissante. Ses expériences de travail comme croupière au Playboy Club de Londres au début des années 1970 jouent un rôle dans le personnage scénique qu'elle développe plus tard.

#### Séparation de Curved Air, retour à hair et autres projets (1976-2008)
Après Curved Air, elle revient à Hair . Elle se produit également en solo, notamment dans le cadre du mouvement acid folk à Londres au début des années 1990. Elle culmine avec son album Songs from the Acid Folk acclamé par la critique en 1991, et dans un duo multimédia MASK, avec Marvin Ayres.

#### Reformation de Curved Air (depuis 2008)
Depuis 2008, elle participe à une série de concerts de retrouvailles de Curved Air. le groupe se reforme, avec d'autres membres originaux dont Darryl Way et Florian Pilkington-Miksa et, plus tard, Kirby Gregory du line up Air Cut . Le groupe continue d'enregistrer et de se produire à l'international.
Sonja Kristina est arrivée sur scène. Soudain, il n’y a plus de groupe, plus de scène, plus d’étudiants. Juste Sonja scintillant dans la lumière verte. Elle se déplace comme de la fumée sur la scène, semblant à peine bouger, mais ondulant au ralenti. Qui se soucie de ce que fait le groupe ? En tant que musicien, je ne me suis jamais intéressé aux chanteurs, les considérant comme des passagers musicaux. Comme je me suis trompé ! Elle ne chante pas encore, et elle domine tout. – Stewart Copeland 

### Productions théâtrales

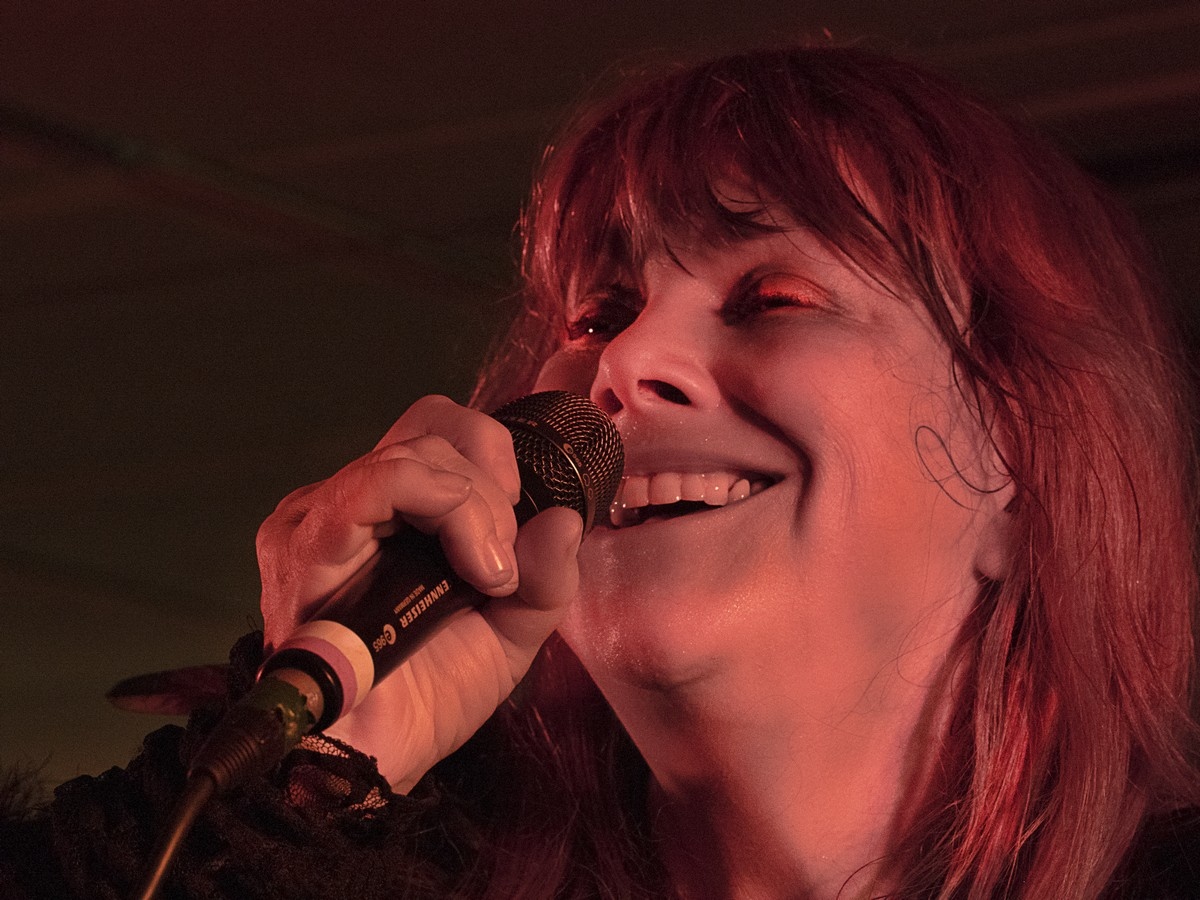
Kristina en concert en 2015.

En plus de la version londonienne de la comédie musicale Hair (1968), Kristina joue dans de nombreuses productions de théâtre et de comédies musicales à partir du début des années 1960, notamment East Lynne (1966), un rôle principal dans Roméo et Juliette, The French Have a Song For It (1979) avec Helen Shapiro, Man to Woman avec Marsha Hunt (1982), et Shona.

### Télévision
- Curricula, Curricula (BBC TV 22 mai 1978) avec Dave Greenslade [24]

### Récompenses
En 1971, Kristina reçoit le prix de la meilleure chanteuse féminine du magazine Sounds. En 2014 elle reçoit  le « Guiding Light Award » aux Progressive Music Awards. Le prix est remis par la présentatrice de télévision Katie Puckrik, fan de longue date de Curved Air. Elle la remercie d'avoir aidé à ouvrir la voie à d'autres artistes féminines par la suite, notamment Kate Bush, Heather Findlay, Anne-Marie Helder et d'autres.

## Discographie
- Hair (Original London Cast Recording) 1968

### Avec Curved Air
- Air Conditioning (1970)
- Second Album (1971)
- Phantasmagoria (1972)
- Air Cut (1973)
- Live (1975)
- Midnight Wire (1975)
- Airborne (1976)
- The Best of Curved Air (1976) – compilation
- Lovechild (recorded 1973, released 1990)
- Live at the BBC (1995)
- Alive, 1990 (2000)
- Masters from the Vaults
- Reborn (2008)
- Retrospective (2010) – compilation including three MASK tracks
- North Star (2014)[réf. nécessaire]
- Tapestry Of Propositions (2016)
- The Second British Rock Meeting 1972 (2018)
- Live At Under The Bridge - The 45th Anniversary Concert (2019)

### Solo
- Sonja Kristina (1980)
- Songs from the Acid Folk (1991) (with TY-LOR and friends)
- Harmonics of Love (1995) (with Cloud 10)
- Cri De Coeur (2003)
- Heavy Petal CD + DVD by MASK, featuring Sonja Kristina (2005)

### Autres enregistrements
- Vampires Stole My Lunch Money de Mick Farren (1978) – Chrissie Hynde de Sonja Kristina and the Pretenders a assuré les chœurs sur cet album[27].
- Sheep In Wolves' Clothing [28] CD hommage au fan club de Motorheadbangers (2008) – Kristina a contribué à une version acoustique de « I Don't Believe A Word » de Motörhead.
- Narration dans Alice au pays des merveilles du groupe de rock progressif allemand Neuschwanstein. Réédité le 4 novembre 2022 [29]

## Vie personnelle
Kristina est en couple avec le batteur de Curved Air, Stewart Copeland depuis 1976. Ils se marient en 1982 et ont deux fils ensemble. Copeland a également adopté son fils, Sven, issu d'une relation précédente. Le couple divorce en 1991.